# Championnat de France des rallyes 2015
Navigation
2014 2016
La saison 2015 perd le Rallye du Limousin par manque de participants mais gagne le Rallye Tour de Corse, disputé en tant que manche française du WRC ainsi qu'en septième manche du championnat de France des rallyes du 1er au 4 octobre 2015.

## Rallyes de la saison 2015
| Manche | Date                    | rallye                    | Vainqueur            | Copilote               | Voiture         |
| ------ | ----------------------- | ------------------------- | -------------------- | ---------------------- | --------------- |
| 1      | 13 mars-15 mars         | Rallye du Touquet         | Jean-Marie Cuoq      | Jérôme Degout          | Citroën C4 WRC  |
| 2      | 16 avril-18 avril       | Rallye Lyon-Charbonnières | Jean-Marie Cuoq      | Jérôme Degout          | Citroën C4 WRC  |
| 3      | 29 mai-31 mai           | Rallye d'Antibes          | Roger Feghali        | Joseph Matar           | Ford Focus WRC  |
| 4      | 10 juillet-12 juillet   | Rallye du Rouergue        | Jean-Michel Da Cunha | Sébastien Durand       | Citroën C4 WRC  |
| 5      | 3 septembre-5 septembre | Rallye du Mont-Blanc      | Stéphane Sarrazin    | Jacques-Julien Renucci | Ford Fiesta WRC |
| 6      | 1 octobre-4 octobre     | Rallye Tour de Corse      | Pascal Trojani       | Jean-Noël Vesperini    | Citroën C4 WRC  |
| 7      | 29 octobre-31 octobre   | Critérium des Cévennes    | Yoann Bonato         | Denis Giraudet         | Peugeot 208 T16 |
| 8      | 27 novembre-29 novembre | Rallye du Var             | David Salanon        | Romain Roche           | Ford Fiesta WRC |